# Théâtre de Verdure (Montréal)
Le Théâtre de Verdure est un amphithéâtre en plein-air situé dans le parc La Fontaine à Montréal. Il a pour vocation de diffuser, pendant la saison estivale, des spectacles professionnels axés sur la danse, la musique, le théâtre et le cinéma.

## Historique
Le Théâtre de Verdure a été fondé en mai 1956. Il est fermé en 2014 pour rénovation et rouvre en juin 2022 à la suite d'une refonte par la firme d'architectes Lemay,.

## Description
Le Théâtre de Verdure est fréquenté par plus de 65 000 personnes annuellement. Il compte 2 200 places assises mais peut en accueillir jusqu'à 3 000, lorsque l'on utilise la pente naturelle du parc La Fontaine.